# Nicolò Pettiti
Nicolò Pettiti, né le 10 août 2002 à Savillan, est un coureur cycliste italien.

## Biographie
Nicolò Pettiti est né à Savillan dans le Piémont,. Il réside actuellement à Sant'Albano Stura. Vers l'âge de neuf ans, il commence le cyclisme en prenant une licence à l'ASD Alba Bra Langhe Roero. 
En catégorie junior, il est licencié à l'US Bustese Olonia. Il évolue ensuite à l'ASD Aries puis au club Overall pour ses débuts espoirs. Décrit comme un bon grimpeur, il obtient diverses places d'honneur chez les amateurs. Il se classe notamment troisième du Gran Premio Industria del Cuoio e delle Pelli et du Gran Premio Somma en 2022. 
En 2023, il intègre l'équipe continentale SIAS-Rime. Avec cette formation, il se distingue en remportant le Grand Prix de Poggiana, une course espoir de niveau international. C'est la toute première victoire de sa carrière. 

## Palmarès
- 2022
  - 3e de la Targa Comune di Castelletto Cervo
  - 3e du Gran Premio Industria del Cuoio e delle Pelli
  - 3e du Gran Premio Somma
- 2023
  - Grand Prix de Poggiana
- 2024
  - Costa dei Trulli
  - 3e du Gran Premio Colli Rovescalesi
  - 3e du Gran Premio Industria del Cuoio e delle Pelli
  - 3e de la Coppa Messapica
- 2025
  - 3e du Tour de Banyuwangi Ijen